# Samara Morgan
Samara Morgan es un personaje de la saga de películas The Ring (2002),The Ring Two (2005) y Rings (2017). Es la versión occidental de Sadako Yamamura de la serie de películas japonesas Ringu.

## Historia y origen
Samara Morgan vino al mundo en 1970 de una madre identificada como Evelyn Borden, que quedó embarazada fruto de una violación de un sacerdote llamado Galen Burke. El padre de Samara encerró a Evelyn en una especie de calabozo debajo del campanario de una iglesia, pero a los 8 meses de embarazo huyó del lugar y llegó hasta el Refugio para Mujeres Saint Mary Magdalen en Washington. Evelyn supo desde un principio que Samara no era una bebé normal, pues ella nunca dormía y lloraba cerca del agua. Evelyn trató de ahogar a Samara en una fuente de agua cerca del refugio, pero las mujeres del lugar la detuvieron antes de que pudiera hacerlo. Evelyn clamaba que Samara le había dicho telepáticamente que lo hiciera. Finalmente, los administradores del centro pusieron a Samara en adopción y Evelyn fue enviada a un hospital psiquiátrico.
Samara fue adoptada por los criadores de caballos Richard y Anna Morgan de Isla Moesko, quienes habían tratado de tener un hijo por su cuenta pero no fue posible. Pronto, Anna comenzó a volverse loca, perturbada por horribles visiones que provocaba Samara. Tras esto, Samara fue llevada a un hospital psiquiátrico, donde los estudios médicos demostraron que la niña poseía una habilidad psíquica conocida como termoquinesis, permitiéndole "quemar" imágenes de su mente en superficies o en las mentes de otros. Samara nunca dormía y era completamente insensible al dolor. Al parecer, no sabía cómo controlar su habilidad. Al final, ella fue liberada del hospital a petición de Richard y, posteriormente, la obligaron a vivir en el establo con la esperanza de que la distancia pudiera ayudar a Anna. Las visiones continuaron y los caballos que Anna y Richard cuidaban en su establo fueron muriendo uno por uno ya que, debido al odio que les tenía Samara porque no la dejaban dormir, usó su habilidad para volverlos locos y asesinarlos.
Finalmente Anna, agobiada por lo que suponía vivir junto a Samara, la asfixió con una bolsa y la arrojó dentro de un pozo en el Monte Shelter, suponiéndola muerta. Sin embargo, Samara no murió inmediatamente y sobrevivió en el pozo durante siete días, destrozando sus uñas intentando trepar. La única luz visible provenía de los lados del pozo cerrado, formando una especie de aro. Anna se suicidó después de lo ocurrido, saltando de un acantilado cerca de la línea costera. Sin embargo, el espíritu de Samara aún seguía vivo. Con el tiempo, se construyeron unas cabañas en el lugar, una de ellas sobre el pozo donde Samara murió.
Un día, un grupo de adolescentes alquilaron la cabaña con la intención de grabar un vídeo en la misma. El espíritu de Samara aprovechó la ocasión y usó su habilidad de termoquinesis para insertar en la cinta de vídeo una maldición. En vez de una grabación de fútbol, ahora la cinta tenía una serie de siniestras y perturbadoras imágenes en blanco y negro inspiradas en su vida (y en su muerte). Cualquiera que viera la cinta, inmediatamente recibiría una llamada telefónica; y al contestar se escucha el susurro del espíritu de Samara que dice «Siete días». Un tiempo después, Katie Embry fue con sus amigos a una cabaña de la Posada del Monte Shelter y vieron el vídeo, muriendo todos siete días después a las 10:00 p. m., hora a la que vieron el vídeo.
Rachel, madre de Aidan, supo de la existencia del vídeo debido a que uno de los jóvenes que fallecieron era su sobrina Katie, que lo había visto previamente. Aidan podía ver y hablar con Samara. El la dibujaba muy bien y Rachel estaba asustada por eso. Rachel hizo una investigación sobre Samara y su familia, fue a Isla Moesko donde se encontró con Richard Morgan quien le habló un poco sobre Samara y, ya cansado de su vida y de Samara, se suicidó electrocutándose en la bañera.
Rachel, finalmente, encuentra el cuerpo de Samara en el pozo debajo de la cabaña y lo manda a enterrar pensando que así se acabaría la maldición; sin embargo, cuando llega a su casa su hijo Aidan se alarma diciéndole que no debió haberla liberado, alegando que Samara "nunca duerme"; tal como el muchacho señaló, Samara no descansó en paz sino por el contrario, se desató propagando la maldición y tomando como primera víctima a Noah Clay, padre de Aidan, quien había visto la cinta mientras ayudaba a Rachel a investigar el caso. Esto permitió a Rachel comprender que solo evitaban morir aquéllos que copiaran la cinta e hicieran que otra persona la viera antes de los siete días. Tras hacer que su hijo copiara la cinta, ambos abandonaron la ciudad y empezaron una nueva vida en un pequeño pueblo. 
Sin embargo, Rachel descubriría que la cinta que copió para salvar a su hijo permitió a la maldición propagarse y había costado la vida de algunas personas, por lo que reinició su investigación enterándose de la existencia de Evelyn Borden; esto llamó la atención de Samara y le permitió poseer a Aidan en un intento de convertir a Rachel en la madre que siempre anheló tener e iniciando un enfrentamiento con la mujer que acabó cuando esta pudo volver a sellarla en el pozo.
Tiempo después, el exsacerdote y padre de Samara, Galen Burke, quien al haber quedado ciego se sentía fuera del alcance de la maldición de Samara, expolia los restos de Samara y los esconde en una de las paredes de su casa para evitar que alguien la "libere". Quince años después, una joven llamada Julia y algunos amigos encuentran una copia del video y no solo lo reproducen, sino también lo traspasan a formato digital. Tras comprender el poder del video, la joven comienza a investigar el pasado de la niña razonando que revelar la identidad del violador de su madre le dará paz. Como consecuencia de esto, Julia es secuestrada por Galen para deshacerse de ella, pero Julia logra exhumar los restos de la niña de su escondite y Samara, libre para vengarse, le devuelve la vista a su padre para después acabar con él.
Desgraciadamente, una vez más Samara muestra que descansar en paz no es su objetivo al tomar el control de la computadora de Julia para reenviar a miles de destinatarios el archivo del video maldito, logrando así viralizar la maldición desde internet para completar su renacimiento.

## El vídeo y sus imágenes
El vídeo es una sucesión de secuencias aparentemente inconexas en las que van apareciendo diversos objetos o escenas:
| - un aro de luz blanco que brilla intensamente en la oscuridad; - sangre en el agua; - una silla; - peine a través del pelo; - un espejo con Anna/Samara; - un clavo; - Richard mirando a través de la ventana; - un acantilado con una mosca; - una boca que vomita electrodos de sondeo, intestinos o alimento; - un rostro asfixiándose dentro de una bolsa de plástico negro; - un aro de luz en forma de "medialuna"; - árbol llameante; - un dedo atravesado por un clavo; - gusanos que dan vuelta en la gente; | - gente nadando o flotando; - un ciempiés, una silla y una mesa con un vaso de agua; - un cordero de tres patas entrando a un granero; - un ojo de caballo en primer plano; - dedos amputados almacenados en una caja; - Anna Morgan mirando al espectador; - la ventana, esta vez sin Richard; - la silla que gira; - una escalera; - caballos muertos; - Anna Morgan lanzándose desde un precipicio; - la escalera cayendo; - un aro de luz con un lado más grueso; - un pozo. |